# Puchar Świata w skokach narciarskich 1984/1985
Puchar Świata w skokach narciarskich 1984/1985 – 6. edycja Pucharu Świata mężczyzn w skokach narciarskich, która rozpoczęła się 8 grudnia 1984 w Thunder Bay, a zakończyła 24 marca 1985 w Szczyrbskim Jeziorze.

## Zwycięzcy

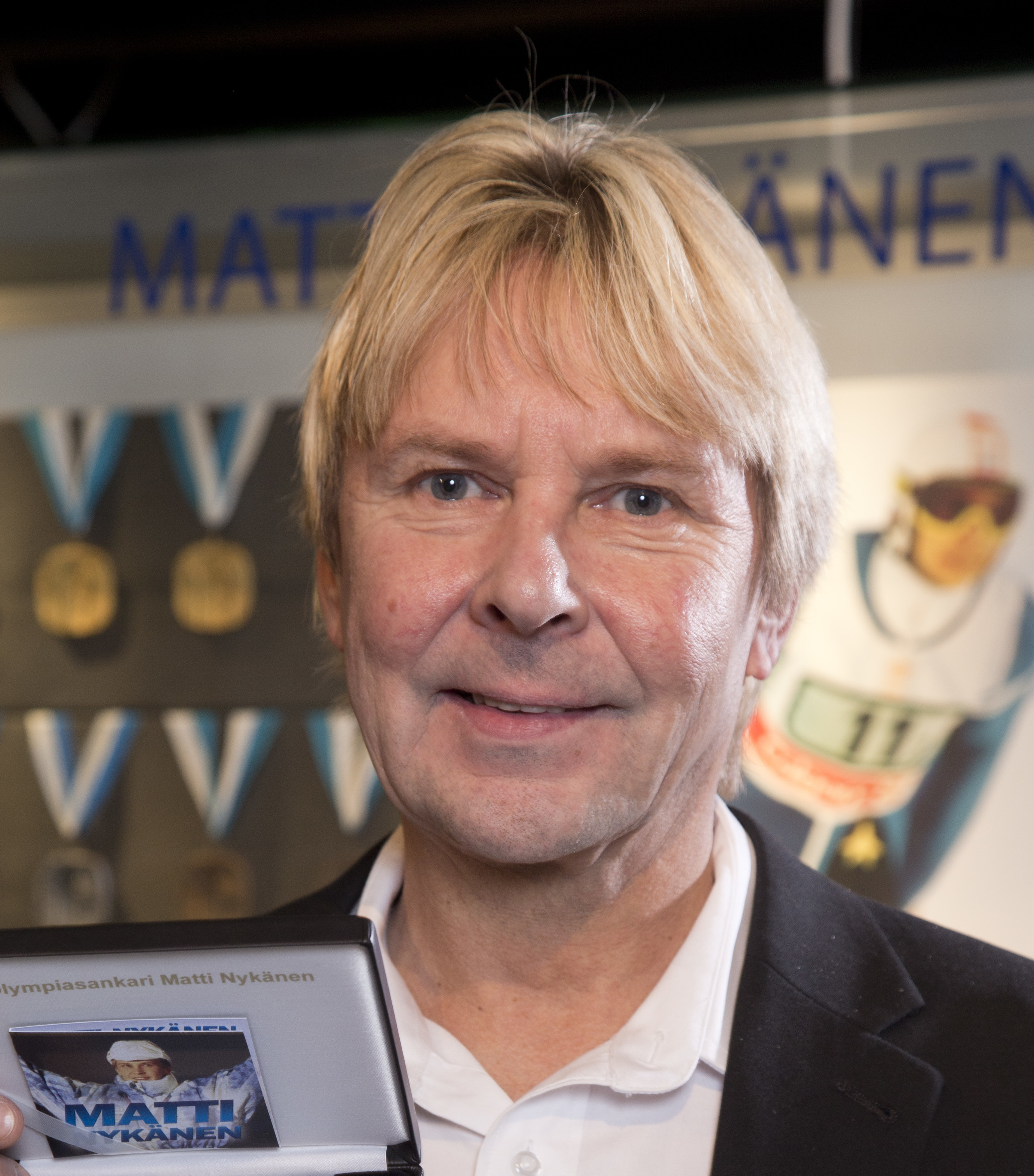
Matti Nykänen zwycięzca klasyfikacji generalnej Pucharu Świata
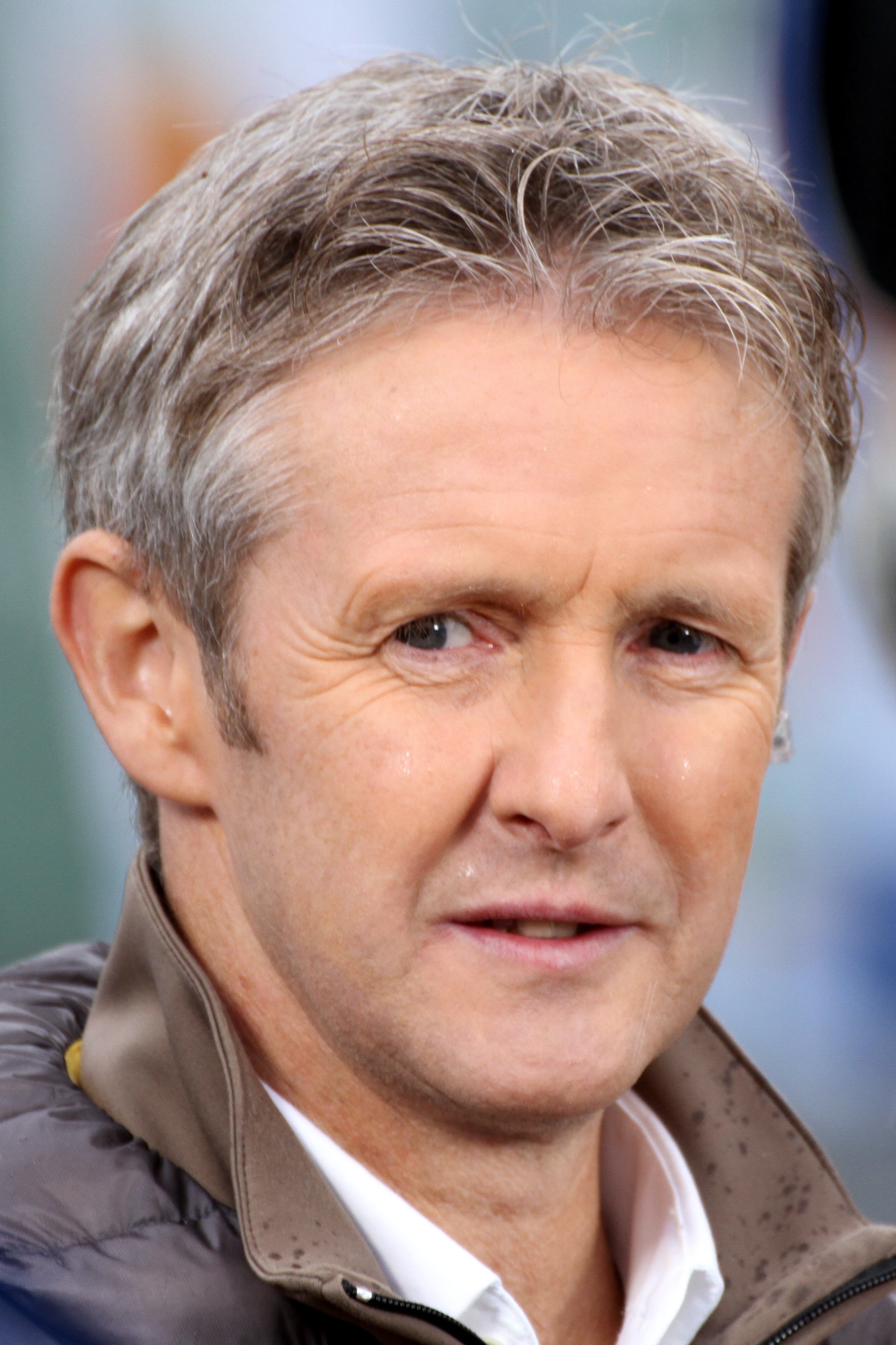
Jens Weißflog zwycięzca 33. Turnieju Czterech Skoczni oraz zwycięzca Turnieju Szwajcarskiego 1985
Reprezentacja Finlandii zwycięzca klasyfikacji generalnej Pucharu Narodów

## Kalendarz i wyniki
| Lp                                                                               | Data                                                                  | Miejscowość                                                           | Punkt K                                                               | Uwagi                                                                 | 1. miejsce           | 2. miejsce        | 3. miejsce                                    |
| -------------------------------------------------------------------------------- | --------------------------------------------------------------------- | --------------------------------------------------------------------- | --------------------------------------------------------------------- | --------------------------------------------------------------------- | -------------------- | ----------------- | --------------------------------------------- |
| 1.                                                                               | 8 grudnia 1984                                                        | Thunder Bay                                                           | K-89                                                                  | –                                                                     | Andreas Felder       | Pentti Kokkonen   | Ernst Vettori                                 |
| 2.                                                                               | 9 grudnia 1984                                                        | Thunder Bay                                                           | K-120                                                                 | –                                                                     | Andreas Felder       | Jari Puikkonen    | Ernst Vettori                                 |
| 3.                                                                               | 15 grudnia 1984                                                       | Lake Placid                                                           | K-114                                                                 | –                                                                     | Andreas Felder       | Jiří Parma        | Ernst Vettori                                 |
| 4.                                                                               | 16 grudnia 1984                                                       | Lake Placid                                                           | K-86                                                                  | –                                                                     | Andreas Felder       | Jari Puikkonen    | Per Bergerud                                  |
| 5.                                                                               | 30 grudnia 1984                                                       | Oberstdorf                                                            | K-115                                                                 | TCS                                                                   | Ernst Vettori        | Matti Nykänen     | Andreas Felder                                |
| 6.                                                                               | 1 stycznia 1985                                                       | Garmisch-Partenkirchen                                                | K-107                                                                 | TCS                                                                   | Jens Weißflog        | Jari Puikkonen    | Klaus Ostwald                                 |
| 7.                                                                               | 4 stycznia 1985                                                       | Innsbruck                                                             | K-109                                                                 | TCS                                                                   | Matti Nykänen        | Jens Weißflog     | Pavel Ploc                                    |
| 8.                                                                               | 6 stycznia 1985                                                       | Bischofshofen                                                         | K-111                                                                 | TCS                                                                   | Hroar Stjernen       | Klaus Ostwald     | Piotr Fijas                                   |
| 33. Turniej Czterech Skoczni – klasyfikacja końcowa                              | 33. Turniej Czterech Skoczni – klasyfikacja końcowa                   | 33. Turniej Czterech Skoczni – klasyfikacja końcowa                   | 33. Turniej Czterech Skoczni – klasyfikacja końcowa                   | 33. Turniej Czterech Skoczni – klasyfikacja końcowa                   | Jens Weißflog        | Matti Nykänen     | Klaus Ostwald                                 |
| 9.                                                                               | 8 stycznia 1985                                                       | Cortina d’Ampezzo                                                     | K-92                                                                  | –                                                                     | Roger Ruud           | Halvor Persson    | Andreas Bauer                                 |
|                                                                                  |                                                                       |                                                                       |                                                                       |                                                                       |                      |                   |                                               |
| Mistrzostwa Świata w Narciarstwie Klasycznym 1985 • Seefeld, 16–27 stycznia 1985 |                                                                       |                                                                       |                                                                       |                                                                       |                      |                   |                                               |
|                                                                                  |                                                                       |                                                                       |                                                                       |                                                                       |                      |                   |                                               |
| 10.                                                                              | 9 lutego 1985                                                         | Sapporo                                                               | K-90                                                                  | –                                                                     | Matti Nykänen        | Ladislav Dluhoš   | Per Bergerud                                  |
| 11.                                                                              | 10 lutego 1985                                                        | Sapporo                                                               | K-110                                                                 | –                                                                     | Masahiro Akimoto     | Matti Nykänen     | Tuomo Ylipulli                                |
| 12.                                                                              | 13 lutego 1985                                                        | Sankt Moritz                                                          | K-94                                                                  | TS                                                                    | Ernst Vettori        | Matti Nykänen     | Jens Weißflog                                 |
| —                                                                                | 15 lutego 1985                                                        | Gstaad                                                                | K-88                                                                  | TS                                                                    | odwołany             | odwołany          | odwołany                                      |
| 13.                                                                              | 17 lutego 1985                                                        | Engelberg                                                             | K-120                                                                 | TS                                                                    | Jens Weißflog        | Ernst Vettori     | Ladislav Dluhoš                               |
| Turniej Szwajcarski 1985 – klasyfikacja końcowa                                  | Turniej Szwajcarski 1985 – klasyfikacja końcowa                       | Turniej Szwajcarski 1985 – klasyfikacja końcowa                       | Turniej Szwajcarski 1985 – klasyfikacja końcowa                       | Turniej Szwajcarski 1985 – klasyfikacja końcowa                       | Jens Weißflog        | Ernst Vettori     | Per Bergerud                                  |
| 14.                                                                              | 23 lutego 1985                                                        | Harrachov                                                             | K-180                                                                 | TLN                                                                   | Ole Gunnar Fidjestøl | Miran Tepeš       | Jiří Parma Trond Jøran Pedersen Tadeusz Fijas |
| —                                                                                | 24 lutego 1985                                                        | Harrachov                                                             | K-180                                                                 | TLN                                                                   | odwołany             | odwołany          | odwołany                                      |
| 15.                                                                              | 2 marca 1985                                                          | Lahti                                                                 | K-88                                                                  | ZwL                                                                   | Matti Nykänen        | Pavel Ploc        | Mike Holland                                  |
| 16.                                                                              | 3 marca 1985                                                          | Lahti                                                                 | K-113                                                                 | ZwL                                                                   | Andreas Felder       | Matti Nykänen     | Jari Puikkonen                                |
| 17.                                                                              | 5 marca 1985                                                          | Örnsköldsvik                                                          | K-82                                                                  | –                                                                     | Jiří Parma           | Miran Tepeš       | Masahiro Akimoto                              |
| 18.                                                                              | 8 marca 1985                                                          | Falun                                                                 | K-112                                                                 | SS                                                                    | Andreas Felder       | Pavel Ploc        | Ernst Vettori                                 |
| 19.                                                                              | 10 marca 1985                                                         | Oslo                                                                  | K-105                                                                 | HSF                                                                   | Matti Nykänen        | Franz Wiegele     | Gérard Balanche                               |
|                                                                                  |                                                                       |                                                                       |                                                                       |                                                                       |                      |                   |                                               |
| Mistrzostwa Świata w Lotach Narciarskich 1985 • Planica, 16–17 marca 1985        |                                                                       |                                                                       |                                                                       |                                                                       |                      |                   |                                               |
|                                                                                  |                                                                       |                                                                       |                                                                       |                                                                       |                      |                   |                                               |
| 20.                                                                              | 23 marca 1985                                                         | Szczyrbskie Jezioro                                                   | K-88                                                                  | –                                                                     | Matti Nykänen        | Richard Schallert | Vegard Opaas                                  |
| 21.                                                                              | 24 marca 1985                                                         | Szczyrbskie Jezioro                                                   | K-114                                                                 | –                                                                     | Matti Nykänen        | Ernst Vettori     | Richard Schallert                             |
| Puchar Świata w skokach narciarskich 1984/1985 – klasyfikacja końcowa            | Puchar Świata w skokach narciarskich 1984/1985 – klasyfikacja końcowa | Puchar Świata w skokach narciarskich 1984/1985 – klasyfikacja końcowa | Puchar Świata w skokach narciarskich 1984/1985 – klasyfikacja końcowa | Puchar Świata w skokach narciarskich 1984/1985 – klasyfikacja końcowa | Matti Nykänen        | Andreas Felder    | Ernst Vettori                                 |

## Klasyfikacje

### Klasyfikacja indywidualna
| Źródło  | Źródło           | Źródło | Źródło |
| Miejsce | Zawodnik         | Punkty |        |
| ------- | ---------------- | ------ | ------ |
| 1.      | Matti Nykänen    | 224    |        |
| 2.      | Andreas Felder   | 198    |        |
| 3.      | Ernst Vettori    | 176    |        |
| 4.      | Jens Weißflog    | 151    |        |
| 5.      | Jiří Parma       | 139    |        |
| 6.      | Jari Puikkonen   | 125    |        |
| 7.      | Pavel Ploc       | 117    |        |
| 8.      | Masahiro Akimoto | 89     |        |
| 9.      | Per Bergerud     | 88     |        |
| 10.     | Miran Tepeš      | 86     |        |
| 10.     | Mike Holland     | 86     |        |
| ...     |                  |        |        |

### Klasyfikacja drużynowa
| Źródło  | Źródło            | Źródło | Źródło |
| Miejsce | Reprezentacja     | Punkty |        |
| ------- | ----------------- | ------ | ------ |
| 1.      | Finlandia         | 577    |        |
| 2.      | Austria           | 562    |        |
| 3.      | Norwegia          | 417    |        |
| 4.      | Czechosłowacja    | 400    |        |
| 5.      | NRD               | 271    |        |
| 6.      | Stany Zjednoczone | 164    |        |
| 7.      | Jugosławia        | 126    |        |
| 8.      | Japonia           | 100    |        |
| 9.      | RFN               | 87     |        |
| 10.     | Polska            | 84     |        |
| 11.     | Kanada            | 83     |        |
| 12.     | Szwajcaria        | 23     |        |
| 13.     | Francja           | 6      |        |
| 14.     | Węgry             | 4      |        |
| 14.     | ZSRR              | 4      |        |